# Laura Ormiston Chant
Laura Ormiston Dibbin Chant (née le 9 octobre 1848 à Woolaston - morte le 16 février 1923 à Banbury) est une militante des droits des femmes et une écrivaine anglaise. 